# Аравак-локоно
Аравак-локоно, или аравакский язык  — язык, относящийся к аравакской языковой семье.
Аравакский язык распространён в следующих странах: Суринам (прибрежная территория, несколько деревень между побережьем и около 30 км внутри страны, в основном в саванне), Французская Гвиана (населённые пункты Балате, Ларивот, Сенте-Росе-де-Лима, Сент-Сабат на Кайенне и северо-восточной территориях), Гайана (западное побережье и северо-восток вдоль реки Корантине) и Венесуэла (штат Дельта-Амакуро, прибрежная территория около Гайаны).

## Социолингвистическая характеристика

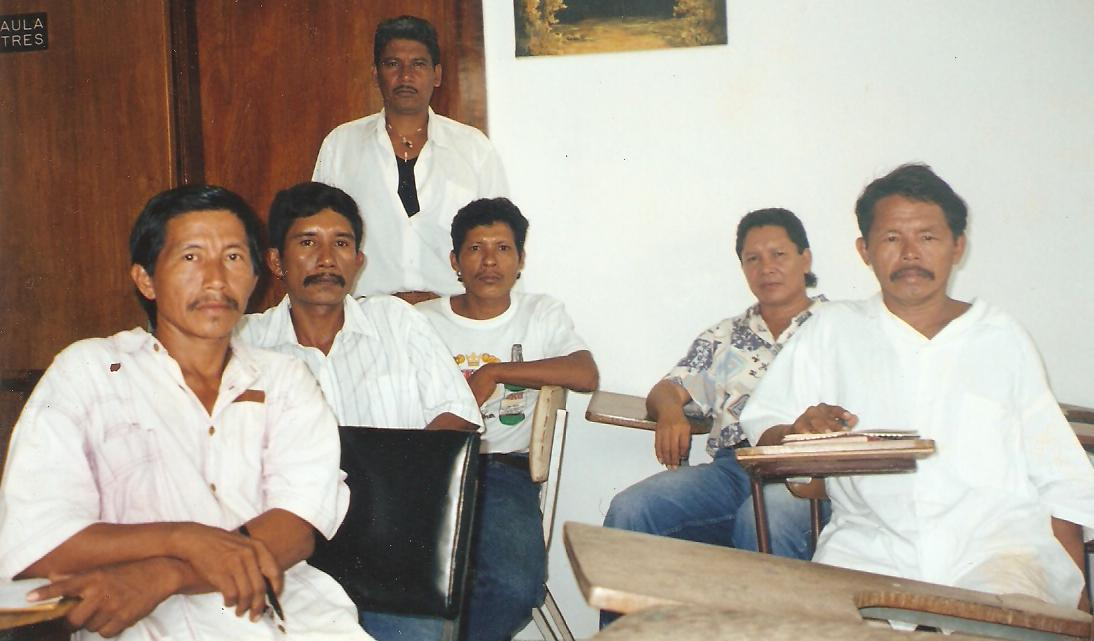
Группа художников локоно

Аравакский язык - язык индейского народа локоно группы араваков в приатлантических районах Гвианы.  Несмотря на то, что на данный момент численность араваков достигает 17 тыс. человек, язык причисляется к вымирающим, так как число носителей сократилось до 2450 человек (данные 1980 г.), а сам язык используется исключительно взрослыми в разговорах на бытовую или религиозную тематику, для украшения речи или для ведения тайных переговоров. Моноязычных носителей аравака практически нет(в зависимости от региона, они владеют испанским, нидерландским или английским языком помимо аравака), количество молодых носителей языка уменьшается с каждым поколением.
На сайте Ethnologue языку аравак присвоен статус 8a (Moribund).

## Типологические характеристики

### Тип выражения грамматических значений
Аравак - синтетический язык:
(1) Ka-balha-ka-i.
ATTR-волосы-PERF-он
"Он волосатый".

### Характер морфемной границы
Для языка аравак характерна агглютинация морфем (особенно для глаголов); присутствуют префиксы и суффиксы.
(2) a-mithada-fa
3PL-смеяться-FUT
"Они будут смеяться"
(2) Da-simaka-bo.
1SG-кричать-CONT
"Я кричу"

### Тип маркирования синтаксической зависимости

#### Маркирование в именной группе
Маркирование в именной группе в аравакском - вершинное.
(4) to da-thi sikoa
ART я.POSS-отец дом
"Дом моего отца"

#### Маркирование в предикации
Маркирование в предикации тоже вершинное.
(5) Li-khota-thi-fa.
он-есть-дезидератив-FUT
"Он захочет есть"
(6) Tho-boka-ja.
она-готовить-PAST.CONT
"Она готовила (еду)"

### Тип ролевой кодировки
Несмотря на некоторые элементы, свойственные эргативной ролевой кодировке (например, антипассивы), языку присуща активно-стативная ролевая кодировка.
Это подтверждается и тем, что существительные в аравакском делятся на одушевленные и неодушевленные, глаголы - на активные и стативные, а прилагательные заменяются стативными глаголами вида "быть каким-либо".
(7) Da-simaka-bo.
Я-кричать-CONT
"Я кричу."
(8) Li-fatada-de.
Он-ударил-меня
"Он ударил меня"
(9) Nykamy-ka-i.
быть.грустным-PERF-он
"Он грустный"
(10) firo-bero
быть.большим-нечто
"Большая штука" (суффикс -bero означает любой неопределенный неодушевленный предмет)

### Базовый порядок слов
Базовый порядок слов — SVO (подлежащее - сказуемое - дополнение):
(11) Aba wadili sika khali da-myn miaka.
Один человек давать хлеб из кассавы мне вчера
"Один человек вчера дал мне хлеб из кассавы"
Однако предложения с глаголами состояния следуют порядку VS:
(12) Nederland khondo to de ojo.
Нидерланды житель есть моя мать.
"Моя мать - нидерландка".

## Интересные факты
1) В аравакском языке есть специфический глагол-связка "to", означающий ‘быть’. Он используется только в сравнительно-эквативных предложениях.
(13) Toho to aba kakosiro.
Это (связка) ART олень
"Это - олень."
2) В аравакском языке присутствует такое явление, как неотчуждаемая принадлежность. Таким образом, "неотчуждаемым" существительным необходимо получить суффикс, чтобы считаться самостоятельными:
de dyna - "моя рука"
dyna-ha - "рука"
3) Личные местоимения представлены в двух вариантах - в качестве самостоятельных словоформ и в качестве префиксов, присоединяемых к глаголам и существительным:
|          | ед.ч.                        | мн.ч.   |
| -------- | ---------------------------- | ------- |
| 1-е лицо | de, da-                      | we, wa- |
| 2-е лицо | bi, by-                      | hi, hy- |
| 3-е лицо | li, ly- (он) tho, thy- (она) | ne, na- |

## Фонология
Инвентарь фонем в аравак-локоно представлен следующим образом:

### Согласные
|                  | Билабиальные | Альвеолярные | Ретрофлексные | Палатальные | Велярные | Глоттальные |
| ---------------- | ------------ | ------------ | ------------- | ----------- | -------- | ----------- |
| Придыхательные   |              | tʰ           |               |             | kʰ       |             |
| Глухие взрывные  | p            | t            |               |             | k        |             |
| Звонкие взрывные | b            | d            |               |             |          |             |
| Фрикативные      | ɸ            | s            |               |             |          | h           |
| Носовые          | m            | n            |               |             |          |             |
| Аппроксиманты    | w            | l            |               | j           |          |             |
| Дрожащие         |              | r            | ɽ             |             |          |             |

### Гласные
|                | Передний ряд | Средний ряд | Задний ряд |
| -------------- | ------------ | ----------- | ---------- |
| Верхний подъем | i            | ɨ           |            |
| Средний подъем | e            |             | o          |
| Нижний подъем  |              | a           |            |

Виллем Пет отметил, что фонетическая реализация /o/ варьируется от [o] до [u].

## Список использованных глосс
POSS — посессор
ART — артикль
ATTR — атрибутив
PAST — прошедшее
PERF — перфект
CONT — настоящее продолженное
FUT — будущее
SG — единственное число
PL — множественное число

## Список использованной литературы
1) Willem J. A. Pet. A Grammar Sketch and Lexicon of Arawak (Lokono Dian), 2011
2) Willem J. A. Pet  Lokono Dian: the Arawak Language of Suriname: A Sketch of its Grammatical Structure and Lexicon, 1988
3) Aikhenvald, "Arawak", in Dixon & Aikhenvald, eds., The Amazonian Languages, 1999.